# Амштеттен (округ)
Амштеттен (нім. Bezirk Amstetten — округ у Австрії. Центр округи — місто Амштеттен. Округ входить до складу федеральної землі Нижня Австрія. Займає площу 1187,97 км². Населення 109 183 мешканців. Густота населення 92/км².
Громади:
| - Алльгартсберг - Амштеттен - Ардаггер - Ашбах-Маркт - Бегамберг - Бібербах - Еннсдорф - Ернстгофен - Ертль - Ойратсфельд - Фершніц - Гааг - Гайдерсгофен - Голленштайн-ан-дер-Іббс - Кематен-ан-дер-Іббс - Нойгофен-ан-дер-Іббс - Нойштадтль-ан-дер-Донау | - Оед-Елінг - Оппоніц - Зайтенштеттен - Зоннтагберг - Санкт-Георген-ам-Райт - Санкт-Георген-ам-Іббсфельде - Санкт-Панталеон-Ерла - Санкт-Петер-ін-дер-Ау - Санкт-Валентін - Штренгберг - Фідорф - Валльзее-Зіндельбург - Вайштрах - Вінкларн - Вольфсбах - Іббзіц - Цайллерн |

## Демографія
Населення округу за роками за даними статистичного бюро Австрії

## Виноски
1. ↑  Statistik Austria. Архів оригіналу за 2 травня 2015. Процитовано 27 червня 2013.

| Австрія | Це незавершена стаття з географії Австрії. Ви можете допомогти проєкту, виправивши або дописавши її. |